# 今西清兵衛商店
株式会社今西清兵衛商店（いまにしせいべいしょうてん）は、奈良県奈良市のならまちの中にある酒造・販売会社である。日本酒「春鹿」の醸造元である。日本酒のほか、みりん、リキュール、奈良漬けなどの製造・販売も行う。

## 沿革
- 1884年（明治17年） - 清酒、みりん、あられ酒（飲用みりん）の製造を開始。[1][2]
- 1956年（昭和31年） - 法人化、株式会社 今西清兵衛商店とする。[1][2]
- 1963年（昭和38年） - 純米酒の生産開始。[1][2]
- 1965年（昭和40年） - 吟醸酒の生産開始。[1][2]
- 1998年（平成10年） - 酒造ショップをオープン。[1][2]
- 2009年（平成21年） - 産官学連携商品、日本酒「奈良の八重桜」発売。[1][2]
- 2013年（平成25年） - 奈良女子大学との共同開発商品、赤い純米酒「奈良の八重桜～クリスタル・チェリー」を販売。[3]

## 受賞歴
- 1986年
  - 全国新酒鑑評会 金賞受賞
- 1988年
  - 全国新酒鑑評会 金賞受賞
- 1998年
  - 全国新酒鑑評会 金賞受賞
- 2000年
  - 全国新酒鑑評会 金賞受賞
- 2002年
  - 全国新酒鑑評会 金賞受賞
- 2013年
  - ワイングラスでおいしい日本酒アワード 春鹿桜純米酒 金賞
  - スローフードジャパン　燗酒コンテスト 春鹿 本醸造 極味 金賞
  - スローフードジャパン　燗酒コンテスト 春鹿 旨口四段仕込 純米酒 最高金賞
- 2014年
  - 全国新酒鑑評会 春鹿 純米大吟醸原酒 金賞受賞
  - ワイングラスでおいしい日本酒アワード 白滴 而妙酒 純米吟醸 最高金賞
  - ワイングラスでおいしい日本酒アワード 春鹿 純米大吟醸 最高金賞
- 2015年
  - ワイングラスでおいしい日本酒アワード 白滴 純米吟醸 金賞
- 2016年
  - 全国新酒鑑評会 金賞受賞
  - ワイングラスでおいしい日本酒アワード 春鹿 桜 純米酒 金賞
  - ワイングラスでおいしい日本酒アワード 春鹿 純米大吟醸 金賞
  - ワイングラスでおいしい日本酒アワード 春鹿 吟醸 超辛口 金賞
- 2017年
  - インターナショナル・ワイン・チャレンジ (IWC) 春鹿 純米大吟醸原酒 純米大吟醸の部 金賞[4]

## 代表銘柄

### 清酒
- 春鹿（はるしか）
  - 純米 超辛口
  - 純米大吟醸 雫酒
  - 純米吟醸 しぼりばな
  - 発泡清酒 ときめき
  - 奈良の八重桜
- 白滴 純米吟醸

### みりん
- 本みりん 南都 八重桜
- あられ酒 - 奈良に古くから伝わるみりん酒で、製造業者は今西清兵衛商店のみ。[5]